# Бирнов, Зиновий Маркович
Зино́вий Ма́ркович Бирно́в (3 марта 1911, Освея, Витебская губерния — 2 мая 1967, Волгоград) — советский шахматный композитор. Мастер спорта СССР по шахматной композиции.

## Биография
Основная профессия: техник-строитель, окончил Московский строительный техникум в 1931 году. Награждён почётной грамотой за заслуги в послевоенном восстановлении Волгограда (тогда — Сталинграда). Брат Лев Маркович (1908—1999) — советский композитор.
Первый этюд составил в 1927 году, всего составил около 150 этюдов и несколько десятков задач. Этюды Бирнова неоднократно занимали высокие места на конкурсах. Любимые темы: мат и позиционная ничья. Лучшие этюды Бирнова содержат захватывающую борьбу, красивую и остроумную с обеих сторон. В 1956 году выпустил сборник «На досуге», содержащий головоломки, кроссворды, шахматные задачи, занимательные вопросы, описания настольных и спортивных игр.

## Память
В память о земляке в Волгограде проводятся регулярные шахматные мемориалы З. М. Бирнова. 23-й мемориал прошёл в 2017 году.

## Награды
| Годы      | Конкурс                                    | Результат           |
| --------- | ------------------------------------------ | ------------------- |
| 1930      | «Шахматный листок»                         | 1—2 призы           |
| 1931      | Журнал «Magyar Sakkvilág»                  | 3-й приз            |
| 1933      | Газета «Вечерняя Москва»                   | 2-й приз            |
| 1933      | Журнал «64», мемориал Л. А. Исаева         | 2-й и 3-й призы     |
| 1935      | Журнал «64»                                | 2—3 призы на равных |
| 1938      | Московский шахматно-шашечный конкурс ВЦСПС | 1-й приз            |
| 1938—1939 | Памяти М. И. Чигорина                      | 3-й приз            |
| 1947      | Газета «Труд»                              | 2-й приз            |
| 1947      | Ереванский шахматный клуб                  | 5-й приз            |
| 1947—1948 | Второе всесоюзное первенство по композиции | 15-е место          |
| 1950      | Газета «Лело»                              | 4-й приз            |
| 1951      | Газета «Лело»                              | 2-й приз            |
| 1951—1952 | Журнал «Шахматы в СССР»                    | 2-й приз            |
| 1952      | Журнал «Шахматы в СССР»                    | 2-й приз            |
| 1952      | Третье всесоюзное первенство по композиции | 6-е место           |
| 1953      | Чехословацкий комитет физкультуры и спорта | 4-й приз            |
| 1953—1954 | Памяти Л. И. Куббеля                       | 2-й приз            |
| 1954      | Рижский городской совет общества «Спартак» | 3-й приз            |
| 1954      | Журнал «Шахматы в СССР»                    | 2-й приз            |
| 1955      | Эстонский конкурс                          | 1-й приз            |
| 1956      | Журнал «Шахматы в СССР»                    | 3-й приз            |
| 1957      | Журнал «Пшиязнь» (пол. Przyjaźń)           | 3-й приз            |

## Избранные этюды
|   | a | b | c | d | e | f | g | h |   |
| - | --- | --- | --- | --- | --- | --- | --- | --- | - |
| 8 | a7 белая пешка · c7 чёрный король · d6 чёрная пешка · c4 белый король · g4 белая ладья · h4 чёрный слон · c2 чёрная пешка | a7 белая пешка · c7 чёрный король · d6 чёрная пешка · c4 белый король · g4 белая ладья · h4 чёрный слон · c2 чёрная пешка | a7 белая пешка · c7 чёрный король · d6 чёрная пешка · c4 белый король · g4 белая ладья · h4 чёрный слон · c2 чёрная пешка | a7 белая пешка · c7 чёрный король · d6 чёрная пешка · c4 белый король · g4 белая ладья · h4 чёрный слон · c2 чёрная пешка | a7 белая пешка · c7 чёрный король · d6 чёрная пешка · c4 белый король · g4 белая ладья · h4 чёрный слон · c2 чёрная пешка | a7 белая пешка · c7 чёрный король · d6 чёрная пешка · c4 белый король · g4 белая ладья · h4 чёрный слон · c2 чёрная пешка | a7 белая пешка · c7 чёрный король · d6 чёрная пешка · c4 белый король · g4 белая ладья · h4 чёрный слон · c2 чёрная пешка | a7 белая пешка · c7 чёрный король · d6 чёрная пешка · c4 белый король · g4 белая ладья · h4 чёрный слон · c2 чёрная пешка | 8 |
| 7 | a7 белая пешка · c7 чёрный король · d6 чёрная пешка · c4 белый король · g4 белая ладья · h4 чёрный слон · c2 чёрная пешка | a7 белая пешка · c7 чёрный король · d6 чёрная пешка · c4 белый король · g4 белая ладья · h4 чёрный слон · c2 чёрная пешка | a7 белая пешка · c7 чёрный король · d6 чёрная пешка · c4 белый король · g4 белая ладья · h4 чёрный слон · c2 чёрная пешка | a7 белая пешка · c7 чёрный король · d6 чёрная пешка · c4 белый король · g4 белая ладья · h4 чёрный слон · c2 чёрная пешка | a7 белая пешка · c7 чёрный король · d6 чёрная пешка · c4 белый король · g4 белая ладья · h4 чёрный слон · c2 чёрная пешка | a7 белая пешка · c7 чёрный король · d6 чёрная пешка · c4 белый король · g4 белая ладья · h4 чёрный слон · c2 чёрная пешка | a7 белая пешка · c7 чёрный король · d6 чёрная пешка · c4 белый король · g4 белая ладья · h4 чёрный слон · c2 чёрная пешка | a7 белая пешка · c7 чёрный король · d6 чёрная пешка · c4 белый король · g4 белая ладья · h4 чёрный слон · c2 чёрная пешка | 7 |
| 6 | a7 белая пешка · c7 чёрный король · d6 чёрная пешка · c4 белый король · g4 белая ладья · h4 чёрный слон · c2 чёрная пешка | a7 белая пешка · c7 чёрный король · d6 чёрная пешка · c4 белый король · g4 белая ладья · h4 чёрный слон · c2 чёрная пешка | a7 белая пешка · c7 чёрный король · d6 чёрная пешка · c4 белый король · g4 белая ладья · h4 чёрный слон · c2 чёрная пешка | a7 белая пешка · c7 чёрный король · d6 чёрная пешка · c4 белый король · g4 белая ладья · h4 чёрный слон · c2 чёрная пешка | a7 белая пешка · c7 чёрный король · d6 чёрная пешка · c4 белый король · g4 белая ладья · h4 чёрный слон · c2 чёрная пешка | a7 белая пешка · c7 чёрный король · d6 чёрная пешка · c4 белый король · g4 белая ладья · h4 чёрный слон · c2 чёрная пешка | a7 белая пешка · c7 чёрный король · d6 чёрная пешка · c4 белый король · g4 белая ладья · h4 чёрный слон · c2 чёрная пешка | a7 белая пешка · c7 чёрный король · d6 чёрная пешка · c4 белый король · g4 белая ладья · h4 чёрный слон · c2 чёрная пешка | 6 |
| 5 | a7 белая пешка · c7 чёрный король · d6 чёрная пешка · c4 белый король · g4 белая ладья · h4 чёрный слон · c2 чёрная пешка | a7 белая пешка · c7 чёрный король · d6 чёрная пешка · c4 белый король · g4 белая ладья · h4 чёрный слон · c2 чёрная пешка | a7 белая пешка · c7 чёрный король · d6 чёрная пешка · c4 белый король · g4 белая ладья · h4 чёрный слон · c2 чёрная пешка | a7 белая пешка · c7 чёрный король · d6 чёрная пешка · c4 белый король · g4 белая ладья · h4 чёрный слон · c2 чёрная пешка | a7 белая пешка · c7 чёрный король · d6 чёрная пешка · c4 белый король · g4 белая ладья · h4 чёрный слон · c2 чёрная пешка | a7 белая пешка · c7 чёрный король · d6 чёрная пешка · c4 белый король · g4 белая ладья · h4 чёрный слон · c2 чёрная пешка | a7 белая пешка · c7 чёрный король · d6 чёрная пешка · c4 белый король · g4 белая ладья · h4 чёрный слон · c2 чёрная пешка | a7 белая пешка · c7 чёрный король · d6 чёрная пешка · c4 белый король · g4 белая ладья · h4 чёрный слон · c2 чёрная пешка | 5 |
| 4 | a7 белая пешка · c7 чёрный король · d6 чёрная пешка · c4 белый король · g4 белая ладья · h4 чёрный слон · c2 чёрная пешка | a7 белая пешка · c7 чёрный король · d6 чёрная пешка · c4 белый король · g4 белая ладья · h4 чёрный слон · c2 чёрная пешка | a7 белая пешка · c7 чёрный король · d6 чёрная пешка · c4 белый король · g4 белая ладья · h4 чёрный слон · c2 чёрная пешка | a7 белая пешка · c7 чёрный король · d6 чёрная пешка · c4 белый король · g4 белая ладья · h4 чёрный слон · c2 чёрная пешка | a7 белая пешка · c7 чёрный король · d6 чёрная пешка · c4 белый король · g4 белая ладья · h4 чёрный слон · c2 чёрная пешка | a7 белая пешка · c7 чёрный король · d6 чёрная пешка · c4 белый король · g4 белая ладья · h4 чёрный слон · c2 чёрная пешка | a7 белая пешка · c7 чёрный король · d6 чёрная пешка · c4 белый король · g4 белая ладья · h4 чёрный слон · c2 чёрная пешка | a7 белая пешка · c7 чёрный король · d6 чёрная пешка · c4 белый король · g4 белая ладья · h4 чёрный слон · c2 чёрная пешка | 4 |
| 3 | a7 белая пешка · c7 чёрный король · d6 чёрная пешка · c4 белый король · g4 белая ладья · h4 чёрный слон · c2 чёрная пешка | a7 белая пешка · c7 чёрный король · d6 чёрная пешка · c4 белый король · g4 белая ладья · h4 чёрный слон · c2 чёрная пешка | a7 белая пешка · c7 чёрный король · d6 чёрная пешка · c4 белый король · g4 белая ладья · h4 чёрный слон · c2 чёрная пешка | a7 белая пешка · c7 чёрный король · d6 чёрная пешка · c4 белый король · g4 белая ладья · h4 чёрный слон · c2 чёрная пешка | a7 белая пешка · c7 чёрный король · d6 чёрная пешка · c4 белый король · g4 белая ладья · h4 чёрный слон · c2 чёрная пешка | a7 белая пешка · c7 чёрный король · d6 чёрная пешка · c4 белый король · g4 белая ладья · h4 чёрный слон · c2 чёрная пешка | a7 белая пешка · c7 чёрный король · d6 чёрная пешка · c4 белый король · g4 белая ладья · h4 чёрный слон · c2 чёрная пешка | a7 белая пешка · c7 чёрный король · d6 чёрная пешка · c4 белый король · g4 белая ладья · h4 чёрный слон · c2 чёрная пешка | 3 |
| 2 | a7 белая пешка · c7 чёрный король · d6 чёрная пешка · c4 белый король · g4 белая ладья · h4 чёрный слон · c2 чёрная пешка | a7 белая пешка · c7 чёрный король · d6 чёрная пешка · c4 белый король · g4 белая ладья · h4 чёрный слон · c2 чёрная пешка | a7 белая пешка · c7 чёрный король · d6 чёрная пешка · c4 белый король · g4 белая ладья · h4 чёрный слон · c2 чёрная пешка | a7 белая пешка · c7 чёрный король · d6 чёрная пешка · c4 белый король · g4 белая ладья · h4 чёрный слон · c2 чёрная пешка | a7 белая пешка · c7 чёрный король · d6 чёрная пешка · c4 белый король · g4 белая ладья · h4 чёрный слон · c2 чёрная пешка | a7 белая пешка · c7 чёрный король · d6 чёрная пешка · c4 белый король · g4 белая ладья · h4 чёрный слон · c2 чёрная пешка | a7 белая пешка · c7 чёрный король · d6 чёрная пешка · c4 белый король · g4 белая ладья · h4 чёрный слон · c2 чёрная пешка | a7 белая пешка · c7 чёрный король · d6 чёрная пешка · c4 белый король · g4 белая ладья · h4 чёрный слон · c2 чёрная пешка | 2 |
| 1 | a7 белая пешка · c7 чёрный король · d6 чёрная пешка · c4 белый король · g4 белая ладья · h4 чёрный слон · c2 чёрная пешка | a7 белая пешка · c7 чёрный король · d6 чёрная пешка · c4 белый король · g4 белая ладья · h4 чёрный слон · c2 чёрная пешка | a7 белая пешка · c7 чёрный король · d6 чёрная пешка · c4 белый король · g4 белая ладья · h4 чёрный слон · c2 чёрная пешка | a7 белая пешка · c7 чёрный король · d6 чёрная пешка · c4 белый король · g4 белая ладья · h4 чёрный слон · c2 чёрная пешка | a7 белая пешка · c7 чёрный король · d6 чёрная пешка · c4 белый король · g4 белая ладья · h4 чёрный слон · c2 чёрная пешка | a7 белая пешка · c7 чёрный король · d6 чёрная пешка · c4 белый король · g4 белая ладья · h4 чёрный слон · c2 чёрная пешка | a7 белая пешка · c7 чёрный король · d6 чёрная пешка · c4 белый король · g4 белая ладья · h4 чёрный слон · c2 чёрная пешка | a7 белая пешка · c7 чёрный король · d6 чёрная пешка · c4 белый король · g4 белая ладья · h4 чёрный слон · c2 чёрная пешка | 1 |
|   | a | b | c | d | e | f | g | h |   |

|   | a | b | c | d | e | f | g | h |   |
| - | --- | --- | --- | --- | --- | --- | --- | --- | - |
| 8 | e8 белый слон · f8 чёрный слон · g6 белая пешка · h6 чёрная пешка · d4 белая пешка · c3 чёрный король · e2 белый король · c1 белый слон · h1 чёрный слон | e8 белый слон · f8 чёрный слон · g6 белая пешка · h6 чёрная пешка · d4 белая пешка · c3 чёрный король · e2 белый король · c1 белый слон · h1 чёрный слон | e8 белый слон · f8 чёрный слон · g6 белая пешка · h6 чёрная пешка · d4 белая пешка · c3 чёрный король · e2 белый король · c1 белый слон · h1 чёрный слон | e8 белый слон · f8 чёрный слон · g6 белая пешка · h6 чёрная пешка · d4 белая пешка · c3 чёрный король · e2 белый король · c1 белый слон · h1 чёрный слон | e8 белый слон · f8 чёрный слон · g6 белая пешка · h6 чёрная пешка · d4 белая пешка · c3 чёрный король · e2 белый король · c1 белый слон · h1 чёрный слон | e8 белый слон · f8 чёрный слон · g6 белая пешка · h6 чёрная пешка · d4 белая пешка · c3 чёрный король · e2 белый король · c1 белый слон · h1 чёрный слон | e8 белый слон · f8 чёрный слон · g6 белая пешка · h6 чёрная пешка · d4 белая пешка · c3 чёрный король · e2 белый король · c1 белый слон · h1 чёрный слон | e8 белый слон · f8 чёрный слон · g6 белая пешка · h6 чёрная пешка · d4 белая пешка · c3 чёрный король · e2 белый король · c1 белый слон · h1 чёрный слон | 8 |
| 7 | e8 белый слон · f8 чёрный слон · g6 белая пешка · h6 чёрная пешка · d4 белая пешка · c3 чёрный король · e2 белый король · c1 белый слон · h1 чёрный слон | e8 белый слон · f8 чёрный слон · g6 белая пешка · h6 чёрная пешка · d4 белая пешка · c3 чёрный король · e2 белый король · c1 белый слон · h1 чёрный слон | e8 белый слон · f8 чёрный слон · g6 белая пешка · h6 чёрная пешка · d4 белая пешка · c3 чёрный король · e2 белый король · c1 белый слон · h1 чёрный слон | e8 белый слон · f8 чёрный слон · g6 белая пешка · h6 чёрная пешка · d4 белая пешка · c3 чёрный король · e2 белый король · c1 белый слон · h1 чёрный слон | e8 белый слон · f8 чёрный слон · g6 белая пешка · h6 чёрная пешка · d4 белая пешка · c3 чёрный король · e2 белый король · c1 белый слон · h1 чёрный слон | e8 белый слон · f8 чёрный слон · g6 белая пешка · h6 чёрная пешка · d4 белая пешка · c3 чёрный король · e2 белый король · c1 белый слон · h1 чёрный слон | e8 белый слон · f8 чёрный слон · g6 белая пешка · h6 чёрная пешка · d4 белая пешка · c3 чёрный король · e2 белый король · c1 белый слон · h1 чёрный слон | e8 белый слон · f8 чёрный слон · g6 белая пешка · h6 чёрная пешка · d4 белая пешка · c3 чёрный король · e2 белый король · c1 белый слон · h1 чёрный слон | 7 |
| 6 | e8 белый слон · f8 чёрный слон · g6 белая пешка · h6 чёрная пешка · d4 белая пешка · c3 чёрный король · e2 белый король · c1 белый слон · h1 чёрный слон | e8 белый слон · f8 чёрный слон · g6 белая пешка · h6 чёрная пешка · d4 белая пешка · c3 чёрный король · e2 белый король · c1 белый слон · h1 чёрный слон | e8 белый слон · f8 чёрный слон · g6 белая пешка · h6 чёрная пешка · d4 белая пешка · c3 чёрный король · e2 белый король · c1 белый слон · h1 чёрный слон | e8 белый слон · f8 чёрный слон · g6 белая пешка · h6 чёрная пешка · d4 белая пешка · c3 чёрный король · e2 белый король · c1 белый слон · h1 чёрный слон | e8 белый слон · f8 чёрный слон · g6 белая пешка · h6 чёрная пешка · d4 белая пешка · c3 чёрный король · e2 белый король · c1 белый слон · h1 чёрный слон | e8 белый слон · f8 чёрный слон · g6 белая пешка · h6 чёрная пешка · d4 белая пешка · c3 чёрный король · e2 белый король · c1 белый слон · h1 чёрный слон | e8 белый слон · f8 чёрный слон · g6 белая пешка · h6 чёрная пешка · d4 белая пешка · c3 чёрный король · e2 белый король · c1 белый слон · h1 чёрный слон | e8 белый слон · f8 чёрный слон · g6 белая пешка · h6 чёрная пешка · d4 белая пешка · c3 чёрный король · e2 белый король · c1 белый слон · h1 чёрный слон | 6 |
| 5 | e8 белый слон · f8 чёрный слон · g6 белая пешка · h6 чёрная пешка · d4 белая пешка · c3 чёрный король · e2 белый король · c1 белый слон · h1 чёрный слон | e8 белый слон · f8 чёрный слон · g6 белая пешка · h6 чёрная пешка · d4 белая пешка · c3 чёрный король · e2 белый король · c1 белый слон · h1 чёрный слон | e8 белый слон · f8 чёрный слон · g6 белая пешка · h6 чёрная пешка · d4 белая пешка · c3 чёрный король · e2 белый король · c1 белый слон · h1 чёрный слон | e8 белый слон · f8 чёрный слон · g6 белая пешка · h6 чёрная пешка · d4 белая пешка · c3 чёрный король · e2 белый король · c1 белый слон · h1 чёрный слон | e8 белый слон · f8 чёрный слон · g6 белая пешка · h6 чёрная пешка · d4 белая пешка · c3 чёрный король · e2 белый король · c1 белый слон · h1 чёрный слон | e8 белый слон · f8 чёрный слон · g6 белая пешка · h6 чёрная пешка · d4 белая пешка · c3 чёрный король · e2 белый король · c1 белый слон · h1 чёрный слон | e8 белый слон · f8 чёрный слон · g6 белая пешка · h6 чёрная пешка · d4 белая пешка · c3 чёрный король · e2 белый король · c1 белый слон · h1 чёрный слон | e8 белый слон · f8 чёрный слон · g6 белая пешка · h6 чёрная пешка · d4 белая пешка · c3 чёрный король · e2 белый король · c1 белый слон · h1 чёрный слон | 5 |
| 4 | e8 белый слон · f8 чёрный слон · g6 белая пешка · h6 чёрная пешка · d4 белая пешка · c3 чёрный король · e2 белый король · c1 белый слон · h1 чёрный слон | e8 белый слон · f8 чёрный слон · g6 белая пешка · h6 чёрная пешка · d4 белая пешка · c3 чёрный король · e2 белый король · c1 белый слон · h1 чёрный слон | e8 белый слон · f8 чёрный слон · g6 белая пешка · h6 чёрная пешка · d4 белая пешка · c3 чёрный король · e2 белый король · c1 белый слон · h1 чёрный слон | e8 белый слон · f8 чёрный слон · g6 белая пешка · h6 чёрная пешка · d4 белая пешка · c3 чёрный король · e2 белый король · c1 белый слон · h1 чёрный слон | e8 белый слон · f8 чёрный слон · g6 белая пешка · h6 чёрная пешка · d4 белая пешка · c3 чёрный король · e2 белый король · c1 белый слон · h1 чёрный слон | e8 белый слон · f8 чёрный слон · g6 белая пешка · h6 чёрная пешка · d4 белая пешка · c3 чёрный король · e2 белый король · c1 белый слон · h1 чёрный слон | e8 белый слон · f8 чёрный слон · g6 белая пешка · h6 чёрная пешка · d4 белая пешка · c3 чёрный король · e2 белый король · c1 белый слон · h1 чёрный слон | e8 белый слон · f8 чёрный слон · g6 белая пешка · h6 чёрная пешка · d4 белая пешка · c3 чёрный король · e2 белый король · c1 белый слон · h1 чёрный слон | 4 |
| 3 | e8 белый слон · f8 чёрный слон · g6 белая пешка · h6 чёрная пешка · d4 белая пешка · c3 чёрный король · e2 белый король · c1 белый слон · h1 чёрный слон | e8 белый слон · f8 чёрный слон · g6 белая пешка · h6 чёрная пешка · d4 белая пешка · c3 чёрный король · e2 белый король · c1 белый слон · h1 чёрный слон | e8 белый слон · f8 чёрный слон · g6 белая пешка · h6 чёрная пешка · d4 белая пешка · c3 чёрный король · e2 белый король · c1 белый слон · h1 чёрный слон | e8 белый слон · f8 чёрный слон · g6 белая пешка · h6 чёрная пешка · d4 белая пешка · c3 чёрный король · e2 белый король · c1 белый слон · h1 чёрный слон | e8 белый слон · f8 чёрный слон · g6 белая пешка · h6 чёрная пешка · d4 белая пешка · c3 чёрный король · e2 белый король · c1 белый слон · h1 чёрный слон | e8 белый слон · f8 чёрный слон · g6 белая пешка · h6 чёрная пешка · d4 белая пешка · c3 чёрный король · e2 белый король · c1 белый слон · h1 чёрный слон | e8 белый слон · f8 чёрный слон · g6 белая пешка · h6 чёрная пешка · d4 белая пешка · c3 чёрный король · e2 белый король · c1 белый слон · h1 чёрный слон | e8 белый слон · f8 чёрный слон · g6 белая пешка · h6 чёрная пешка · d4 белая пешка · c3 чёрный король · e2 белый король · c1 белый слон · h1 чёрный слон | 3 |
| 2 | e8 белый слон · f8 чёрный слон · g6 белая пешка · h6 чёрная пешка · d4 белая пешка · c3 чёрный король · e2 белый король · c1 белый слон · h1 чёрный слон | e8 белый слон · f8 чёрный слон · g6 белая пешка · h6 чёрная пешка · d4 белая пешка · c3 чёрный король · e2 белый король · c1 белый слон · h1 чёрный слон | e8 белый слон · f8 чёрный слон · g6 белая пешка · h6 чёрная пешка · d4 белая пешка · c3 чёрный король · e2 белый король · c1 белый слон · h1 чёрный слон | e8 белый слон · f8 чёрный слон · g6 белая пешка · h6 чёрная пешка · d4 белая пешка · c3 чёрный король · e2 белый король · c1 белый слон · h1 чёрный слон | e8 белый слон · f8 чёрный слон · g6 белая пешка · h6 чёрная пешка · d4 белая пешка · c3 чёрный король · e2 белый король · c1 белый слон · h1 чёрный слон | e8 белый слон · f8 чёрный слон · g6 белая пешка · h6 чёрная пешка · d4 белая пешка · c3 чёрный король · e2 белый король · c1 белый слон · h1 чёрный слон | e8 белый слон · f8 чёрный слон · g6 белая пешка · h6 чёрная пешка · d4 белая пешка · c3 чёрный король · e2 белый король · c1 белый слон · h1 чёрный слон | e8 белый слон · f8 чёрный слон · g6 белая пешка · h6 чёрная пешка · d4 белая пешка · c3 чёрный король · e2 белый король · c1 белый слон · h1 чёрный слон | 2 |
| 1 | e8 белый слон · f8 чёрный слон · g6 белая пешка · h6 чёрная пешка · d4 белая пешка · c3 чёрный король · e2 белый король · c1 белый слон · h1 чёрный слон | e8 белый слон · f8 чёрный слон · g6 белая пешка · h6 чёрная пешка · d4 белая пешка · c3 чёрный король · e2 белый король · c1 белый слон · h1 чёрный слон | e8 белый слон · f8 чёрный слон · g6 белая пешка · h6 чёрная пешка · d4 белая пешка · c3 чёрный король · e2 белый король · c1 белый слон · h1 чёрный слон | e8 белый слон · f8 чёрный слон · g6 белая пешка · h6 чёрная пешка · d4 белая пешка · c3 чёрный король · e2 белый король · c1 белый слон · h1 чёрный слон | e8 белый слон · f8 чёрный слон · g6 белая пешка · h6 чёрная пешка · d4 белая пешка · c3 чёрный король · e2 белый король · c1 белый слон · h1 чёрный слон | e8 белый слон · f8 чёрный слон · g6 белая пешка · h6 чёрная пешка · d4 белая пешка · c3 чёрный король · e2 белый король · c1 белый слон · h1 чёрный слон | e8 белый слон · f8 чёрный слон · g6 белая пешка · h6 чёрная пешка · d4 белая пешка · c3 чёрный король · e2 белый король · c1 белый слон · h1 чёрный слон | e8 белый слон · f8 чёрный слон · g6 белая пешка · h6 чёрная пешка · d4 белая пешка · c3 чёрный король · e2 белый король · c1 белый слон · h1 чёрный слон | 1 |
|   | a | b | c | d | e | f | g | h |   |

|   | a | b | c | d | e | f | g | h |   |
| - | --- | --- | --- | --- | --- | --- | --- | --- | - |
| 8 | d7 белая ладья · e6 чёрный король · h6 чёрная пешка · h5 белый король · a3 белый слон · b3 чёрная ладья · c3 белая пешка · g1 чёрный слон · h1 белый конь | d7 белая ладья · e6 чёрный король · h6 чёрная пешка · h5 белый король · a3 белый слон · b3 чёрная ладья · c3 белая пешка · g1 чёрный слон · h1 белый конь | d7 белая ладья · e6 чёрный король · h6 чёрная пешка · h5 белый король · a3 белый слон · b3 чёрная ладья · c3 белая пешка · g1 чёрный слон · h1 белый конь | d7 белая ладья · e6 чёрный король · h6 чёрная пешка · h5 белый король · a3 белый слон · b3 чёрная ладья · c3 белая пешка · g1 чёрный слон · h1 белый конь | d7 белая ладья · e6 чёрный король · h6 чёрная пешка · h5 белый король · a3 белый слон · b3 чёрная ладья · c3 белая пешка · g1 чёрный слон · h1 белый конь | d7 белая ладья · e6 чёрный король · h6 чёрная пешка · h5 белый король · a3 белый слон · b3 чёрная ладья · c3 белая пешка · g1 чёрный слон · h1 белый конь | d7 белая ладья · e6 чёрный король · h6 чёрная пешка · h5 белый король · a3 белый слон · b3 чёрная ладья · c3 белая пешка · g1 чёрный слон · h1 белый конь | d7 белая ладья · e6 чёрный король · h6 чёрная пешка · h5 белый король · a3 белый слон · b3 чёрная ладья · c3 белая пешка · g1 чёрный слон · h1 белый конь | 8 |
| 7 | d7 белая ладья · e6 чёрный король · h6 чёрная пешка · h5 белый король · a3 белый слон · b3 чёрная ладья · c3 белая пешка · g1 чёрный слон · h1 белый конь | d7 белая ладья · e6 чёрный король · h6 чёрная пешка · h5 белый король · a3 белый слон · b3 чёрная ладья · c3 белая пешка · g1 чёрный слон · h1 белый конь | d7 белая ладья · e6 чёрный король · h6 чёрная пешка · h5 белый король · a3 белый слон · b3 чёрная ладья · c3 белая пешка · g1 чёрный слон · h1 белый конь | d7 белая ладья · e6 чёрный король · h6 чёрная пешка · h5 белый король · a3 белый слон · b3 чёрная ладья · c3 белая пешка · g1 чёрный слон · h1 белый конь | d7 белая ладья · e6 чёрный король · h6 чёрная пешка · h5 белый король · a3 белый слон · b3 чёрная ладья · c3 белая пешка · g1 чёрный слон · h1 белый конь | d7 белая ладья · e6 чёрный король · h6 чёрная пешка · h5 белый король · a3 белый слон · b3 чёрная ладья · c3 белая пешка · g1 чёрный слон · h1 белый конь | d7 белая ладья · e6 чёрный король · h6 чёрная пешка · h5 белый король · a3 белый слон · b3 чёрная ладья · c3 белая пешка · g1 чёрный слон · h1 белый конь | d7 белая ладья · e6 чёрный король · h6 чёрная пешка · h5 белый король · a3 белый слон · b3 чёрная ладья · c3 белая пешка · g1 чёрный слон · h1 белый конь | 7 |
| 6 | d7 белая ладья · e6 чёрный король · h6 чёрная пешка · h5 белый король · a3 белый слон · b3 чёрная ладья · c3 белая пешка · g1 чёрный слон · h1 белый конь | d7 белая ладья · e6 чёрный король · h6 чёрная пешка · h5 белый король · a3 белый слон · b3 чёрная ладья · c3 белая пешка · g1 чёрный слон · h1 белый конь | d7 белая ладья · e6 чёрный король · h6 чёрная пешка · h5 белый король · a3 белый слон · b3 чёрная ладья · c3 белая пешка · g1 чёрный слон · h1 белый конь | d7 белая ладья · e6 чёрный король · h6 чёрная пешка · h5 белый король · a3 белый слон · b3 чёрная ладья · c3 белая пешка · g1 чёрный слон · h1 белый конь | d7 белая ладья · e6 чёрный король · h6 чёрная пешка · h5 белый король · a3 белый слон · b3 чёрная ладья · c3 белая пешка · g1 чёрный слон · h1 белый конь | d7 белая ладья · e6 чёрный король · h6 чёрная пешка · h5 белый король · a3 белый слон · b3 чёрная ладья · c3 белая пешка · g1 чёрный слон · h1 белый конь | d7 белая ладья · e6 чёрный король · h6 чёрная пешка · h5 белый король · a3 белый слон · b3 чёрная ладья · c3 белая пешка · g1 чёрный слон · h1 белый конь | d7 белая ладья · e6 чёрный король · h6 чёрная пешка · h5 белый король · a3 белый слон · b3 чёрная ладья · c3 белая пешка · g1 чёрный слон · h1 белый конь | 6 |
| 5 | d7 белая ладья · e6 чёрный король · h6 чёрная пешка · h5 белый король · a3 белый слон · b3 чёрная ладья · c3 белая пешка · g1 чёрный слон · h1 белый конь | d7 белая ладья · e6 чёрный король · h6 чёрная пешка · h5 белый король · a3 белый слон · b3 чёрная ладья · c3 белая пешка · g1 чёрный слон · h1 белый конь | d7 белая ладья · e6 чёрный король · h6 чёрная пешка · h5 белый король · a3 белый слон · b3 чёрная ладья · c3 белая пешка · g1 чёрный слон · h1 белый конь | d7 белая ладья · e6 чёрный король · h6 чёрная пешка · h5 белый король · a3 белый слон · b3 чёрная ладья · c3 белая пешка · g1 чёрный слон · h1 белый конь | d7 белая ладья · e6 чёрный король · h6 чёрная пешка · h5 белый король · a3 белый слон · b3 чёрная ладья · c3 белая пешка · g1 чёрный слон · h1 белый конь | d7 белая ладья · e6 чёрный король · h6 чёрная пешка · h5 белый король · a3 белый слон · b3 чёрная ладья · c3 белая пешка · g1 чёрный слон · h1 белый конь | d7 белая ладья · e6 чёрный король · h6 чёрная пешка · h5 белый король · a3 белый слон · b3 чёрная ладья · c3 белая пешка · g1 чёрный слон · h1 белый конь | d7 белая ладья · e6 чёрный король · h6 чёрная пешка · h5 белый король · a3 белый слон · b3 чёрная ладья · c3 белая пешка · g1 чёрный слон · h1 белый конь | 5 |
| 4 | d7 белая ладья · e6 чёрный король · h6 чёрная пешка · h5 белый король · a3 белый слон · b3 чёрная ладья · c3 белая пешка · g1 чёрный слон · h1 белый конь | d7 белая ладья · e6 чёрный король · h6 чёрная пешка · h5 белый король · a3 белый слон · b3 чёрная ладья · c3 белая пешка · g1 чёрный слон · h1 белый конь | d7 белая ладья · e6 чёрный король · h6 чёрная пешка · h5 белый король · a3 белый слон · b3 чёрная ладья · c3 белая пешка · g1 чёрный слон · h1 белый конь | d7 белая ладья · e6 чёрный король · h6 чёрная пешка · h5 белый король · a3 белый слон · b3 чёрная ладья · c3 белая пешка · g1 чёрный слон · h1 белый конь | d7 белая ладья · e6 чёрный король · h6 чёрная пешка · h5 белый король · a3 белый слон · b3 чёрная ладья · c3 белая пешка · g1 чёрный слон · h1 белый конь | d7 белая ладья · e6 чёрный король · h6 чёрная пешка · h5 белый король · a3 белый слон · b3 чёрная ладья · c3 белая пешка · g1 чёрный слон · h1 белый конь | d7 белая ладья · e6 чёрный король · h6 чёрная пешка · h5 белый король · a3 белый слон · b3 чёрная ладья · c3 белая пешка · g1 чёрный слон · h1 белый конь | d7 белая ладья · e6 чёрный король · h6 чёрная пешка · h5 белый король · a3 белый слон · b3 чёрная ладья · c3 белая пешка · g1 чёрный слон · h1 белый конь | 4 |
| 3 | d7 белая ладья · e6 чёрный король · h6 чёрная пешка · h5 белый король · a3 белый слон · b3 чёрная ладья · c3 белая пешка · g1 чёрный слон · h1 белый конь | d7 белая ладья · e6 чёрный король · h6 чёрная пешка · h5 белый король · a3 белый слон · b3 чёрная ладья · c3 белая пешка · g1 чёрный слон · h1 белый конь | d7 белая ладья · e6 чёрный король · h6 чёрная пешка · h5 белый король · a3 белый слон · b3 чёрная ладья · c3 белая пешка · g1 чёрный слон · h1 белый конь | d7 белая ладья · e6 чёрный король · h6 чёрная пешка · h5 белый король · a3 белый слон · b3 чёрная ладья · c3 белая пешка · g1 чёрный слон · h1 белый конь | d7 белая ладья · e6 чёрный король · h6 чёрная пешка · h5 белый король · a3 белый слон · b3 чёрная ладья · c3 белая пешка · g1 чёрный слон · h1 белый конь | d7 белая ладья · e6 чёрный король · h6 чёрная пешка · h5 белый король · a3 белый слон · b3 чёрная ладья · c3 белая пешка · g1 чёрный слон · h1 белый конь | d7 белая ладья · e6 чёрный король · h6 чёрная пешка · h5 белый король · a3 белый слон · b3 чёрная ладья · c3 белая пешка · g1 чёрный слон · h1 белый конь | d7 белая ладья · e6 чёрный король · h6 чёрная пешка · h5 белый король · a3 белый слон · b3 чёрная ладья · c3 белая пешка · g1 чёрный слон · h1 белый конь | 3 |
| 2 | d7 белая ладья · e6 чёрный король · h6 чёрная пешка · h5 белый король · a3 белый слон · b3 чёрная ладья · c3 белая пешка · g1 чёрный слон · h1 белый конь | d7 белая ладья · e6 чёрный король · h6 чёрная пешка · h5 белый король · a3 белый слон · b3 чёрная ладья · c3 белая пешка · g1 чёрный слон · h1 белый конь | d7 белая ладья · e6 чёрный король · h6 чёрная пешка · h5 белый король · a3 белый слон · b3 чёрная ладья · c3 белая пешка · g1 чёрный слон · h1 белый конь | d7 белая ладья · e6 чёрный король · h6 чёрная пешка · h5 белый король · a3 белый слон · b3 чёрная ладья · c3 белая пешка · g1 чёрный слон · h1 белый конь | d7 белая ладья · e6 чёрный король · h6 чёрная пешка · h5 белый король · a3 белый слон · b3 чёрная ладья · c3 белая пешка · g1 чёрный слон · h1 белый конь | d7 белая ладья · e6 чёрный король · h6 чёрная пешка · h5 белый король · a3 белый слон · b3 чёрная ладья · c3 белая пешка · g1 чёрный слон · h1 белый конь | d7 белая ладья · e6 чёрный король · h6 чёрная пешка · h5 белый король · a3 белый слон · b3 чёрная ладья · c3 белая пешка · g1 чёрный слон · h1 белый конь | d7 белая ладья · e6 чёрный король · h6 чёрная пешка · h5 белый король · a3 белый слон · b3 чёрная ладья · c3 белая пешка · g1 чёрный слон · h1 белый конь | 2 |
| 1 | d7 белая ладья · e6 чёрный король · h6 чёрная пешка · h5 белый король · a3 белый слон · b3 чёрная ладья · c3 белая пешка · g1 чёрный слон · h1 белый конь | d7 белая ладья · e6 чёрный король · h6 чёрная пешка · h5 белый король · a3 белый слон · b3 чёрная ладья · c3 белая пешка · g1 чёрный слон · h1 белый конь | d7 белая ладья · e6 чёрный король · h6 чёрная пешка · h5 белый король · a3 белый слон · b3 чёрная ладья · c3 белая пешка · g1 чёрный слон · h1 белый конь | d7 белая ладья · e6 чёрный король · h6 чёрная пешка · h5 белый король · a3 белый слон · b3 чёрная ладья · c3 белая пешка · g1 чёрный слон · h1 белый конь | d7 белая ладья · e6 чёрный король · h6 чёрная пешка · h5 белый король · a3 белый слон · b3 чёрная ладья · c3 белая пешка · g1 чёрный слон · h1 белый конь | d7 белая ладья · e6 чёрный король · h6 чёрная пешка · h5 белый король · a3 белый слон · b3 чёрная ладья · c3 белая пешка · g1 чёрный слон · h1 белый конь | d7 белая ладья · e6 чёрный король · h6 чёрная пешка · h5 белый король · a3 белый слон · b3 чёрная ладья · c3 белая пешка · g1 чёрный слон · h1 белый конь | d7 белая ладья · e6 чёрный король · h6 чёрная пешка · h5 белый король · a3 белый слон · b3 чёрная ладья · c3 белая пешка · g1 чёрный слон · h1 белый конь | 1 |
|   | a | b | c | d | e | f | g | h |   |

Решение этюда 1:

1. Лg7+ Крb6 2. a8К+! Крa6 3. Кc7+ Крa5 (3…Крb6 4. Кd5+ и 5. Кb4+, или 3…Крa7(b7) 4. Кe6+ и 5. Лg1+) 4. Лg1 Сg5!! 5. Л:g5+ d5+! 6. Л:d5+ Крa4 (6…Крb6 7. Лb5+ Кр: c7 8. Лc5+ и 9. Крb5(d5)) 7. Кb5!! c1Ф 8.Кc3+ Крa3 9. Лa5+ Крb2 10. Лa2×

Этот этюд занял 15-е место во II-м Всесоюзном первенстве по композиции (1947—1948).
Решение этюда 2:

1. Сf7! Кр: d4 2. Сa3!! Сg7 3. Сb2+ Крe4 4. С:g7 Сf3+ 5. Крf2! Сh5 6. Сb3!! Крf5 7. Сc2+ Крg5 8. Сf8! С:g6 9. Сe7+ Крh5 10. Сd1×
Решение этюда 3:

1. Лd6+ Крf7! 2. Сb4 Сc5!! 3. С:c5 Л:c3 4. Лf6+!! Крe8 (4…Крg8 5. Лf8+! Крh7! 6. Лh8+!) 5. Сg1!! Лh3+ 6. Крg4 Л:h1 7. Лf1! Крd7! 8. Лe1! Крc6 9. Лd1! Крb5 10. Лc1! Крa4 11. Лb1!, и чёрный король вынужден стать на чёрное поле, после чего — шах слоном, и теряется ладья.

## Избранные задачи
|   | a | b | c | d | e | f | g | h |   |
| - | --- | --- | --- | --- | --- | --- | --- | --- | - |
| 8 | c6 чёрная пешка · d6 чёрная пешка · h5 белая ладья · a4 белый король · c4 чёрный король · d4 белая пешка · d2 белый ферзь | c6 чёрная пешка · d6 чёрная пешка · h5 белая ладья · a4 белый король · c4 чёрный король · d4 белая пешка · d2 белый ферзь | c6 чёрная пешка · d6 чёрная пешка · h5 белая ладья · a4 белый король · c4 чёрный король · d4 белая пешка · d2 белый ферзь | c6 чёрная пешка · d6 чёрная пешка · h5 белая ладья · a4 белый король · c4 чёрный король · d4 белая пешка · d2 белый ферзь | c6 чёрная пешка · d6 чёрная пешка · h5 белая ладья · a4 белый король · c4 чёрный король · d4 белая пешка · d2 белый ферзь | c6 чёрная пешка · d6 чёрная пешка · h5 белая ладья · a4 белый король · c4 чёрный король · d4 белая пешка · d2 белый ферзь | c6 чёрная пешка · d6 чёрная пешка · h5 белая ладья · a4 белый король · c4 чёрный король · d4 белая пешка · d2 белый ферзь | c6 чёрная пешка · d6 чёрная пешка · h5 белая ладья · a4 белый король · c4 чёрный король · d4 белая пешка · d2 белый ферзь | 8 |
| 7 | c6 чёрная пешка · d6 чёрная пешка · h5 белая ладья · a4 белый король · c4 чёрный король · d4 белая пешка · d2 белый ферзь | c6 чёрная пешка · d6 чёрная пешка · h5 белая ладья · a4 белый король · c4 чёрный король · d4 белая пешка · d2 белый ферзь | c6 чёрная пешка · d6 чёрная пешка · h5 белая ладья · a4 белый король · c4 чёрный король · d4 белая пешка · d2 белый ферзь | c6 чёрная пешка · d6 чёрная пешка · h5 белая ладья · a4 белый король · c4 чёрный король · d4 белая пешка · d2 белый ферзь | c6 чёрная пешка · d6 чёрная пешка · h5 белая ладья · a4 белый король · c4 чёрный король · d4 белая пешка · d2 белый ферзь | c6 чёрная пешка · d6 чёрная пешка · h5 белая ладья · a4 белый король · c4 чёрный король · d4 белая пешка · d2 белый ферзь | c6 чёрная пешка · d6 чёрная пешка · h5 белая ладья · a4 белый король · c4 чёрный король · d4 белая пешка · d2 белый ферзь | c6 чёрная пешка · d6 чёрная пешка · h5 белая ладья · a4 белый король · c4 чёрный король · d4 белая пешка · d2 белый ферзь | 7 |
| 6 | c6 чёрная пешка · d6 чёрная пешка · h5 белая ладья · a4 белый король · c4 чёрный король · d4 белая пешка · d2 белый ферзь | c6 чёрная пешка · d6 чёрная пешка · h5 белая ладья · a4 белый король · c4 чёрный король · d4 белая пешка · d2 белый ферзь | c6 чёрная пешка · d6 чёрная пешка · h5 белая ладья · a4 белый король · c4 чёрный король · d4 белая пешка · d2 белый ферзь | c6 чёрная пешка · d6 чёрная пешка · h5 белая ладья · a4 белый король · c4 чёрный король · d4 белая пешка · d2 белый ферзь | c6 чёрная пешка · d6 чёрная пешка · h5 белая ладья · a4 белый король · c4 чёрный король · d4 белая пешка · d2 белый ферзь | c6 чёрная пешка · d6 чёрная пешка · h5 белая ладья · a4 белый король · c4 чёрный король · d4 белая пешка · d2 белый ферзь | c6 чёрная пешка · d6 чёрная пешка · h5 белая ладья · a4 белый король · c4 чёрный король · d4 белая пешка · d2 белый ферзь | c6 чёрная пешка · d6 чёрная пешка · h5 белая ладья · a4 белый король · c4 чёрный король · d4 белая пешка · d2 белый ферзь | 6 |
| 5 | c6 чёрная пешка · d6 чёрная пешка · h5 белая ладья · a4 белый король · c4 чёрный король · d4 белая пешка · d2 белый ферзь | c6 чёрная пешка · d6 чёрная пешка · h5 белая ладья · a4 белый король · c4 чёрный король · d4 белая пешка · d2 белый ферзь | c6 чёрная пешка · d6 чёрная пешка · h5 белая ладья · a4 белый король · c4 чёрный король · d4 белая пешка · d2 белый ферзь | c6 чёрная пешка · d6 чёрная пешка · h5 белая ладья · a4 белый король · c4 чёрный король · d4 белая пешка · d2 белый ферзь | c6 чёрная пешка · d6 чёрная пешка · h5 белая ладья · a4 белый король · c4 чёрный король · d4 белая пешка · d2 белый ферзь | c6 чёрная пешка · d6 чёрная пешка · h5 белая ладья · a4 белый король · c4 чёрный король · d4 белая пешка · d2 белый ферзь | c6 чёрная пешка · d6 чёрная пешка · h5 белая ладья · a4 белый король · c4 чёрный король · d4 белая пешка · d2 белый ферзь | c6 чёрная пешка · d6 чёрная пешка · h5 белая ладья · a4 белый король · c4 чёрный король · d4 белая пешка · d2 белый ферзь | 5 |
| 4 | c6 чёрная пешка · d6 чёрная пешка · h5 белая ладья · a4 белый король · c4 чёрный король · d4 белая пешка · d2 белый ферзь | c6 чёрная пешка · d6 чёрная пешка · h5 белая ладья · a4 белый король · c4 чёрный король · d4 белая пешка · d2 белый ферзь | c6 чёрная пешка · d6 чёрная пешка · h5 белая ладья · a4 белый король · c4 чёрный король · d4 белая пешка · d2 белый ферзь | c6 чёрная пешка · d6 чёрная пешка · h5 белая ладья · a4 белый король · c4 чёрный король · d4 белая пешка · d2 белый ферзь | c6 чёрная пешка · d6 чёрная пешка · h5 белая ладья · a4 белый король · c4 чёрный король · d4 белая пешка · d2 белый ферзь | c6 чёрная пешка · d6 чёрная пешка · h5 белая ладья · a4 белый король · c4 чёрный король · d4 белая пешка · d2 белый ферзь | c6 чёрная пешка · d6 чёрная пешка · h5 белая ладья · a4 белый король · c4 чёрный король · d4 белая пешка · d2 белый ферзь | c6 чёрная пешка · d6 чёрная пешка · h5 белая ладья · a4 белый король · c4 чёрный король · d4 белая пешка · d2 белый ферзь | 4 |
| 3 | c6 чёрная пешка · d6 чёрная пешка · h5 белая ладья · a4 белый король · c4 чёрный король · d4 белая пешка · d2 белый ферзь | c6 чёрная пешка · d6 чёрная пешка · h5 белая ладья · a4 белый король · c4 чёрный король · d4 белая пешка · d2 белый ферзь | c6 чёрная пешка · d6 чёрная пешка · h5 белая ладья · a4 белый король · c4 чёрный король · d4 белая пешка · d2 белый ферзь | c6 чёрная пешка · d6 чёрная пешка · h5 белая ладья · a4 белый король · c4 чёрный король · d4 белая пешка · d2 белый ферзь | c6 чёрная пешка · d6 чёрная пешка · h5 белая ладья · a4 белый король · c4 чёрный король · d4 белая пешка · d2 белый ферзь | c6 чёрная пешка · d6 чёрная пешка · h5 белая ладья · a4 белый король · c4 чёрный король · d4 белая пешка · d2 белый ферзь | c6 чёрная пешка · d6 чёрная пешка · h5 белая ладья · a4 белый король · c4 чёрный король · d4 белая пешка · d2 белый ферзь | c6 чёрная пешка · d6 чёрная пешка · h5 белая ладья · a4 белый король · c4 чёрный король · d4 белая пешка · d2 белый ферзь | 3 |
| 2 | c6 чёрная пешка · d6 чёрная пешка · h5 белая ладья · a4 белый король · c4 чёрный король · d4 белая пешка · d2 белый ферзь | c6 чёрная пешка · d6 чёрная пешка · h5 белая ладья · a4 белый король · c4 чёрный король · d4 белая пешка · d2 белый ферзь | c6 чёрная пешка · d6 чёрная пешка · h5 белая ладья · a4 белый король · c4 чёрный король · d4 белая пешка · d2 белый ферзь | c6 чёрная пешка · d6 чёрная пешка · h5 белая ладья · a4 белый король · c4 чёрный король · d4 белая пешка · d2 белый ферзь | c6 чёрная пешка · d6 чёрная пешка · h5 белая ладья · a4 белый король · c4 чёрный король · d4 белая пешка · d2 белый ферзь | c6 чёрная пешка · d6 чёрная пешка · h5 белая ладья · a4 белый король · c4 чёрный король · d4 белая пешка · d2 белый ферзь | c6 чёрная пешка · d6 чёрная пешка · h5 белая ладья · a4 белый король · c4 чёрный король · d4 белая пешка · d2 белый ферзь | c6 чёрная пешка · d6 чёрная пешка · h5 белая ладья · a4 белый король · c4 чёрный король · d4 белая пешка · d2 белый ферзь | 2 |
| 1 | c6 чёрная пешка · d6 чёрная пешка · h5 белая ладья · a4 белый король · c4 чёрный король · d4 белая пешка · d2 белый ферзь | c6 чёрная пешка · d6 чёрная пешка · h5 белая ладья · a4 белый король · c4 чёрный король · d4 белая пешка · d2 белый ферзь | c6 чёрная пешка · d6 чёрная пешка · h5 белая ладья · a4 белый король · c4 чёрный король · d4 белая пешка · d2 белый ферзь | c6 чёрная пешка · d6 чёрная пешка · h5 белая ладья · a4 белый король · c4 чёрный король · d4 белая пешка · d2 белый ферзь | c6 чёрная пешка · d6 чёрная пешка · h5 белая ладья · a4 белый король · c4 чёрный король · d4 белая пешка · d2 белый ферзь | c6 чёрная пешка · d6 чёрная пешка · h5 белая ладья · a4 белый король · c4 чёрный король · d4 белая пешка · d2 белый ферзь | c6 чёрная пешка · d6 чёрная пешка · h5 белая ладья · a4 белый король · c4 чёрный король · d4 белая пешка · d2 белый ферзь | c6 чёрная пешка · d6 чёрная пешка · h5 белая ладья · a4 белый король · c4 чёрный король · d4 белая пешка · d2 белый ферзь | 1 |
|   | a | b | c | d | e | f | g | h |   |

Решение задачи: 1. Лh4.